# Lee Soo-mi (actriz)
Lee Soo-mi (en hangul, 이수미; 20 de abril de 1973) es una actriz surcoreana.

## Carrera
Lee Soo-mi empezó a hacer teatro cuando era aún estudiante de secundaria, donde se unió a un grupo de actividades especiales que en su segundo año de existencia puso en escena 넌센스 [Sinsentido]. Esta fue la primera obra en la que tomó parte.
Debutó en la industria de las artes escénicas en 1997 con Spring of Bel Canto Opera with Jo Soo-mi. Desarrolló la mayor parte de su carrera en el teatro. Precisamente ha sido en teatro donde ha ganado sus dos premios como mejor actriz, en el Festival de Teatro de Seúl de 2015 y en los Premios de Teatro Dong-A de 2019. Formó parte de la compañía de teatro Mokwwa, dirigida por Oh Tae-seok, entre 1998 y 2013.
En 2017 se matriculó en el Departamento de Actuación y Cine de la Universidad Nacional de Ciencia y Tecnología de Coreacomo estudiante de posgrado.
En cine, tuvo algunas escenas de dos películas dirigidas por Im Sang-soo, The President's Last Bang y The Old Garden, respectivamente de 2005 y 2006, pero después de esto, por miedo, se negó a aceptar otros papeles pese a las ofertas recibidas y la insistencia de su entorno. Solo en 2018 volvió a las audiciones para el cine, siempre con papeles pequeños.
Su paso a la televisión fue en 2019 con Beautiful Love, Wonderful Life. Este papel le llegó en un momento de crisis, cuando por causa de una lesión no podía actuar en el escenario y estaba considerando incluso retirarse; de hecho, Lee asegura que si hubiera estado sana probablemente lo habría rechazado. Desde entonces, se ha dado a conocer entre el público a través de personajes cálidos y humanos como los que interpreta en Pasillos de hospital y Find Me in Your Memory. Más adelante amplió el espectro de caracteres con personajes como el del primer villano de su carrera: Ahn Eun-suk, la presa que manda sobre las demás en la prisión de La chica enmascarada, y que en una escena golpea a la protagonista, interpretada por Nana.
Desde enero de 2019 estaba representada por la agencia Six Oceans. En marzo de 2023 pasó a la agencia CL & Company, con la que firmó un contrato exclusivo el día 21 de dicho mes.

## Filmografía

### Cine
| Año   | Título                    | Hangul        | Papel                          | Ref.  |
| ----- | ------------------------- | ------------- | ------------------------------ | ----- |
| 2005  | The President's Last Bang | 그때 그사람들 | Esposa del jefe de sección Joo | [ 4 ] |
| 2006  | The Old Garden            | 오래된 정원   | Soo-mi                         | [ 4 ] |
| 2018  | Love+Sling                | 레슬러        | Dueña de la carnicería         |       |
| 2019  | Family Affair             | 니나 내나     | Hye-seon                       |       |
| 2022  | Emergency Declaration     | 비상선언      | Amiga de Hye-yoon              |       |
| 2022  | Pilot                     | 파일럿        | Chance Yeong-hee               |       |
| Prog. | Favorite Restaurant       | 단골식당      |                                |       |

### Series de televisión
| Año  | Título                         | Papel                                         | Canal        | Notas                         | Ref.          |
| ---- | ------------------------------ | --------------------------------------------- | ------------ | ----------------------------- | ------------- |
| 2019 | Beautiful Love, Wonderful Life | Yoo Ra-ne                                     | KBS2         |                               | [ 5 ]         |
| 2020 | Pasillos de hospital           | Señora Wang                                   | tvN          |                               | [ 8 ] [ 10 ]  |
| 2020 | Find Me in Your Memory         | Park Kyung-ae                                 | MBC          |                               | [ 3 ] [ 11 ]  |
| 2021 | Pasillos de hospital           | Señora Wang                                   | tvN          | Segunda temporada             | [ 8 ] [ 10 ]  |
| 2021 | Only One Person                | Hermana Magdalena                             | JTBC         |                               | [ 12 ]        |
| 2022 | I Have Not Done My Best Yet    | Residente del apartamento Woowon              | TVING        | Serie web                     |               |
| 2022 | Green Mothers' Club            | Empleada de la panadería                      | JTBC         |                               |               |
| 2022 | Stock of High School           | Yu-mi                                         | tvN          | O'PENing, drama en un acto    |               |
| 2022 | Fly High Butterfly             | Madrastra de Gi-Bbeum                         | JTBC         |                               |               |
| 2022 | Unicorn                        | Adivina                                       | Coupang Play | Serie web                     |               |
| 2023 | Curso intensivo de amor        | Propietaria del restaurante                   | tvN          |                               |               |
| 2023 | La chica enmascarada           | Ahn Eun-suk                                   | Netflix      | Serie web                     | [ 13 ] [ 14 ] |
| 2024 | El legado                      | Hermana menor del dueño del restaurante       | Netflix      | Serie web                     |               |
| 2024 | Hablando con franqueza         | Directora del departamento de entretenimiento | JTBC         |                               | [ 15 ]        |
| 2025 | Sin máscaras                   | Yeon Mi-jin                                   | Disney+      | Serie web, aparición especial | [ 16 ]        |
| 2025 | When Life Gives You Tangerines | Yang-im                                       | Netflix      | Serie web                     | [ 17 ] [ 18 ] |
| 2025 | El hada y el pastor            | Chamana                                       | tvN          |                               | [ 19 ] [ 20 ] |

## Teatro
| Año  | Título              | Papel                       | Teatro                             | Compañía                        | Notas                      | Ref.         |
| ---- | ------------------- | --------------------------- | ---------------------------------- | ------------------------------- | -------------------------- | ------------ |
| 2017 | Himno Nacional 2017 | Ella misma                  | Daehakro Arts (Jongno-gu)          | Play Theatre Immediate Response | 27 de abril a 7 de mayo    | [ 21 ]       |
| 2018 | Nieve en marzo      | Trabajadora turística china | Myeongdong (Jung-gu)               | Compañía Nacional de Teatro     | 7 de febrero a 11 de marzo | [ 22 ]       |
| 2018 | Destino             | Yeoin Gap                   | Baek Seong-hee y Jang Min-ho       |                                 | 7 a 29 de septiembre       |              |
| 2018 | Tía de Texas        | Señora mexicana             | Baek Seong-hee y Jang Min-ho       |                                 | 2 a 25 de noviembre        |              |
| 2019 | La vida por delante | Madame Rosa                 | Myeongdong (Jung-gu)               | Compañía Nacional de Teatro     | Adaptación de la novela    | [ 7 ] [ 23 ] |
| 2020 | Agnes of God        | Madre superiora             | Centro de Artes de Seúl - CJ Towol |                                 | 2 a 29 de noviembre        | [ 24 ]       |

## Premios y nominaciones
| Año  | Premios                                             | Categoría    | Papel       | Resultado | Ref.   |
| ---- | --------------------------------------------------- | ------------ | ----------- | --------- | ------ |
| 2015 | Premios de actuación del Festival de Teatro de Seúl | Mejor actriz | Their House | Ganadora  | [ 25 ] |
| 2019 | Premios de actuación de teatro Dong-A               | Mejor actriz | Aunt Texas  | Ganadora  | [ 26 ] |